# Andrea Freccero
Andrea Freccero (ur. 4 marca 1968 w Genui) – włoski ilustrator i rysownik.

## Kariera i prace

### Początki i lata dziewięćdziesiąte
Po ukończeniu studiów w Genui oraz szkoły artystycznej w 1986 roku, dołączył do studia Giovan Battista Carpi'ego, jednego z autorów włoskiej szkoły Disneya, gdzie uczył się podstaw komiksów. Stamtąd trafił do Akademii Disneya, gdzie uczył się u Giorgio Cavazzano. Po współpracy z Carpim w 1989 roku zadebiutował w Disney Italia w cotygodniowej Mickey Mouse opowiadaniem Mickey and the big case napisanym przez Carlo Panaro  zawierającą historię o tej samej nazwie, opublikowaną już w numerze 1904 Mickey Mouse i wydaną ponownie w imieniu LIPU oraz wraz z innymi autorami promocyjną opowieść Donald i tajemnica Lukki, poświęconą komiksom z Lucca Comics. W tym samym okresie zrealizował pierwsze dwa odcinki sagi 60 lat wraz z Topolino, wydanej w specjalnym tomie poświęconym homonimicznej wystawie z 1993 roku.

### Lata 2000/2010
Brał udział w projekcie redakcyjnym mającym na nowo ukazać postać Superkwęka, tworząc kilka opowiadań o tytule PK; w 2003 roku został za nie wyróżniony jako najlepszy projektant roku. Współpracował również z serią Doubleduck tworząc charakterystykę graficzną i stylistyczną we współpracy z innymi autorami. Później dołączył do zespołu serii Star Top, parodii Star Trek pisanej przez Bruno Ennę.  Wraz z Enrico Faccini stworzył postać Timoteo Piccione, która pojawia się w niektórych opowiadaniach o Kaczorze Donaldzie.
Powierzono mu stworzenie numeru 3000 Topolino, serii która jest ogromnym sukcesem krytycznym i komercyjnym. Wśród innych okładek realizował specjalny wariant z "czterema skrzydłami" dla numeru 3023 przedstawiony na Lucca 2013 i oznaczający zmianę wydawcy z przejściem tytułów Disneya na Panini Comics.  Jako cover designer, od 2010 roku był odpowiedzialny za serię Disney Classics, a od 2012 roku za Paperinik Appgrade; był także oficjalnym projektantem okładek Lustiges Taschenbuch, serii Disneya wydawanej w północnej Europie przez Egmont Ehapa przez ponad dziesięć lat, dla których tworzy także komiksy i ilustracje różnego rodzaju. Współpracuje również z American IDW, który powierza mu tworzenie okładek.
Poza Disneyem miał również inne doświadczenia z Ferrero jako twórczy marketing, między innymi Philips, Rovio (Angry Birds) i Glénat.